# Regional Exprés
A Regional Exprés egy vonatnem Spanyolországban, melyet a RENFE üzemeltet. A Regional Exprés járatok közepes távolságokra közlekednek és hogy jobban haladjanak, kevesebb helyen állnak meg, mint a Regional vonatok. Mindig motorvonatokat alkalmaznak erre a járatnemre, hagyományos mozdony- vontatta személykocsikból álló vonat nem közlekedik ebben a kategóriában. Sebességük maximum 140–160 km/h és csak az Ibériai nyomtávolságú vasútvonalakon közlekednek.

## Útvonalak
Regional Exprés járatok Spanyolországban az alábbi útvonalakon közlekednek:
| Járatszám | Indulási állomás              | Útvonal | Végállomás                  |
| --------- | ----------------------------- | --- | --------------------------- |
| 22        | Zaragoza-Delicias             | Casetas · Alagón · Cabañas de Ebro · Pedrola · Luceni · Gallur · Cortes de Navarra · Ribaforada · Tudela de Navarra · Castejón de Ebro · Alfaro · Rincón de Soto · Calahorra · Féculas de Navarra · Alcanadre · Arrubal · Agoncillo · Recajo | Logroño                     |
| 26        | Zaragoza-Delicias             | Casetas · Alagón · Cabañas de Ebro · Pedrola · Luceni · Gallur · Cortes de Navarra · Ribaforada · Tudela de Navarra · Castejón de Ebro · Villafranca de Navarra · Marcilla de Navarra · Olite · Tafalla · Pamplona · Huarte-Araquil · Echarri-Aranaz · Alsasua-Pueblo · Araya · Salvatierra · Alegría de Álava | Vitoria                     |
| 32        | Barcelona-Estación de Francia | Barcelona Clot-Aragón · Barcelona-Paseo de Gracia · Barcelona Sants · Villanueva y Geltrú · San Vicente de Calders · Torredembarra · Altafulla-Tamarit · Tarragona · Port Aventura · Salou · Cambrils · Montroig del Camp · Hospitalet del Infante (Vandellós) · Ametlla de Mar · La Ampolla-El Perelló-Deltebre · Camarles-Deltebre · La Aldea-Amposta · Campredó | Tortosa                     |
| 34        | Zaragoza-Delicias             | Zaragoza-Portillo. · Miraflores · El Burgo de Ebro · Fuentes de Ebro · Pina · Quinto · La Zaida-Sástago · Azaila · La Puebla de Híjar · Samper · Escatrón · Chiprana · Caspe · Valle de Pilas · Fabara · Nonaspe · Fayón-La Pobla de Massaluca · Ribarroja de Ebro · Flix · Ascó · Mora la Nueva · Marsá-Falset · Pradell · Dosaiguas-La Argentera · Riudecañas-Botarell · Las Borjas del Campo · Reus · Tarragona · San Vicente de Calders · Barcelona Sants · Barcelona-Paseo de Gracia · -Barcelona-Estación de Francia / Barcelona Clot-Aragón | Barcelona-San Andrés Condal |
| 34        | Barcelona Estación de Francia | Barcelona-Paseo de Gracia · Barcelona Sants · Villanueva y Geltrú · San Vicente de Calders · Tarragona · Vila-seca de Solcina · Reus · Las Borjas del Campo · Riudecanyes-Botarell · Duesaigües-L'Argentera · Pradell · Marçá-Falset · Capçanes · Els Guiamets · Mora la Nueva · Ascó · Flix | Ribarroja de Ebro           |
| 35        | Barcelona Estación de Francia | Barcelona-Paseo de Gracia · Barcelona Sants · Villanueva y Geltrú · San Vicente de Calders · Roda de Mar · Roda de Bará · Salomó · Vilabella · Nulles-Bràfim · Valls · La Plana-Picamoixons · La Riba · Vilaverd · Montblanc · Espluga de Francolí · Vimbodí · Vinaixa · La Floresta · Borjas Blancas · Juneda · Puigvert de Lérida | Lérida-Pirineos             |
| 35        | Barcelona Estación de Francia | Barcelona-Paseo de Gracia · Barcelona Sants · Villanueva y Geltrú · San Vicente de Calders · Tarragona · Reus · La Selva del Camp · Alcover · La Plana-Picamoixons · La Riba · Vilaverd · Montblanc · Espluga de Francolí · Vimbodí · Vinaixa · La Floresta · Borjas Blancas · Juneda · Puigvert de Lérida | Lérida-Pirineos             |
| 35        | Hospitalet                    | Barcelona-Sants · Barcelona-Plaza de Cataluña · Barcelona-Arco de Triunfo · Barcelona-San Andrés Arenal · Torre del Baró · Moncada y Reixach-Manresa · Sardañola del Vallés · Barberá del Vallés · Sabadell Sur · Sabadell Centro · Sabadell Norte · Tarrasa Este · Tarrasa · San Vicente de Castellet · Manresa · Rajadell · Aguilar de Segarra · Seguers-Salavinera · Calaf · San Martín Sasgayolas · San Guim de Freixenet · Cervera · Tárrega · Anglesola · Bellpuig · Castellnou de Seana · Golmés · Mollerusa · Bell Lloch                   | Lérida-Pirineos             |
| 36        | Barcelona Estación de Francia | Barcelona-Paseo de Gracia · Barcelona Sants · San Vicente de Calders · Tarragona · Reus · Borjas del Campo· Riudecañas-Botarell · Dosaiguas-L'Argentera · Pradell · Marsá-Falset · Mora la Nueva · Ascó · Flix · Ribarroja de Ebro · Fayón-La Pobla de Massaluca · Nonaspe · Fabara · Val de Pilas · Caspe · Chiprana · Escatrón · Samper · La Puebla de Híjar · Azaila · La Zaida-Sástago · Quinto · Pina · Fuentes de Ebro · El Burgo de Ebro · Zaragoza-Portillo                                                                                | Zaragoza-Delicias           |
| 38        | Zaragoza-Delicias             | Estación de Zaragoza-Portillo. Estación de Zaragoza-Goya· Estación de Miraflores· Estación de Tardienta · Estación de Grañén · Estación de Sariñena · Estación de Monzón-Río Cinca · Estación de Binéfar | Lérida-Pirineos             |
| 50        | Valencia Norte                | Valencia-Cabanyal · Sagunto · Villareal · Castellón de la Plana · Benicásim · Orpesa · Torreblanca · Alcalà de Xivert · Benicarló-Peníscola · Vinaròs · Ulldecona · L'Aldea-Amposta | Tortosa                     |
| 52        | Madrid - Atocha Cercanías     | Leganés · Fuenlabrada · Illescas · Torrijos· Talavera de la Reina · Oropesa de Toledo · Navalmoral · Casatejada · Monfragüe · Plasencia · Mirabel · Casas de Millán · Cañaveral · Cáceres · Arroyo-Malpartida · San Vicente de Alcántara | Valencia de Alcántara       |